# 九州法学校
九州法学校は昭和初期、福岡県小倉市にあった私学。現在の九州国際大学の源流に当たる。

## 略史

### 設立にいたる背景と経緯
1929年5月(昭和4年）、九州帝国大学学生主事の前田稔靖は同法文学部教授の大澤章、西山重和、野津務と共に小倉市（現：北九州市小倉北区・小倉南区）に法律・経済の専門教育機関を造る事を企画した。この経緯は定かではないが
1924年(大正13年)に設立された九州帝国大学法文学部は木村龜二教授排斥運動である九州帝国大学法文学部内訌事件など様々な内部抗争が起きていた。また当時北九州は大日本帝国の指針である富国強兵に基づき小倉、戸畑、若松地区は製鐵、電機、硝子、セメント、造船、等各製造業、それらの積出による貿易港として日本屈指の工業地帯になっており、それに伴い、工学系の明治専門学校と医学系の九州歯科医学専門学校が設立されたものの、財閥、商社、金融分野では経済・法律など人文科学系の高等教育を受けた人材を育てる教育機関が必要とされていた。これらの人材の育成に応えるために北九州に最初に設立されたのが九州法学校である。

### 開校
1930年(昭和5年)4月福岡県の許可の下、小倉市田町340番地に開校した。九州法学校は専門学校令による文部省認可の正規な学校ではなく各種学校と呼ばれる寺小屋式私塾であった。夜間専門の学校であったが昼間も私塾的な授業を行っていた。また入学案内に記された「塾的精神に依り相応に神的鍛錬をなし、有為なる人材を養成する」は現在の九州国際大学の建学の精神として引き継がれている。
設立者が九州帝国大学関係者であったため講師は殆ど九大教授、助教授、助手によって占められ講義は九大法文学部の延長状態であった。初代校長は大澤章（憲法、国際法）、講師陣は　西山重和（法学通論）、野見山温（行政法）、野津務（民法）、舟橋諄一（民法）、田中和夫 (民法 物権・債権)、今中次麿（政治学）、金田平一郎（商法）、高田源清（会社法）、宇賀田順三（行政法）らである。
二代目校長は瀧川事件でその名が知られていた京都帝国大学教授の宮本英脩。しかし学校の真の中心人物は宇賀田順三であり財政面等の一切の責任を負っていた。
また1934年(昭和9年)、九州法学校卒業生は専修大学専門部法科3年に編入の認可が下りた。
1939年(昭和14年)、入学者減少などによる経営難打開の為九州法学校は専門学校令に基づく旧制専門学校へ移行すべく貴族院議員 芳賀茂元、宇賀田順三が中心となり九州専門学校として福岡県に申請書を正式に提出し、九州法学校は閉校された。
なお、昭和13年まで九州法学校の在学生で高等文官試験合格者は榎園喜徳、他計3名であり当時の北海道帝国大学と同数である。また高等文官予備試験合格者は12名である。

## 年表
- 1930年4月開校　校名　九州法学院

校主　前田稔靖　校長　大澤章
- 1932年4月　校名　九州法学校　研究科附設

校長　宮本英脩
- 1934年理事会・評議会発足（経営陣

京都帝国大学教官1名、九州帝国大学教官5名(学監 金田、理事 河村又介、今中、舟橋、宇賀田)　九州帝国大学主事1名
八幡製鐵所2名、門司鉄道管理局1名、(顧問 枢密院 松浦鎮次郎、九大名誉教授 君島八郎)　　
- 1939年閉校　1940年九州専門学校へ移行